# Team Fortress 2
Team Fortress 2 (укр. Командна Фортеця 2) — багатокористувацька командна відеогра в жанрі шутера від першої особи, розроблена компанією Valve Corporation та випущена в 2007 році.
Гра була анонсована ще в 1998 році як продовження моду Team Fortress для Quake, але концепція та дизайн проекту відтоді істотно змінилися. Team Fortress 2 візуально виконана в мультиплікаційному карикатурному стилі з використанням лицевої анімації, заснованої на творчості таких художників початку двадцятого століття як Дж. К. Леєндекер, Дін Корнуелл та Норман Роквелл.
Гра була офіційно випущена 10 жовтня 2007 у складі збірки The Orange Box. В країнах СНД випускається компанією Бука в складі The Orange Box, а також як незалежний програмний продукт. 23 червня 2011 гра стала безкоштовною у Steam.

## Ігровий процес

### Основний
Team Fortress 2 орієнтована на співпрацю гравців у команді для протистояння команді противників за допомогою зброї, диверсій, зведення споруд. Одна з команд є Червоною (англ. RED), найманцями корпорації Надійних Розкопок і Підривних робіт (англ. Reliable Excavation Demolition), друга — Синьою (англ. BLU), найманцями Об'єднаної Ліги Будівельників (англ. Builders League United). До команди можуть входити як керовані гравцями персонажі, так і керовані комп'ютером. Персонажі поділяються на 9 класів з різними характеристиками та можливостями.

### Етапи гри
Гра триває впродовж раундів. Сам раунд може поділятися на кілька етапів (режимів) за певних умов. Такими етапами можуть бути Підготовка, власне Гра, Миттєва смерть, Нічия, Приниження або Додатковий час. Обов'язковим є тільки етап Гри. При Підготовці гравці займають позиції, зводять споруди. Завершується він відкриванням дверей, які розділяють команди. Впродовж Гри триває боротьба з противниками, здійснення диверсій, викрадення документів та захоплення ключових точок. Етап Миттєвої смерті активується після вичерпання відведеного часу, якщо це попередньо задано. Персонажі перестають респавнитися після смерті до наступного раунду, підібрані предмети не поновлюються. Якщо Миттєва смерть попередньо не передбачена, відбувається етап Нічиєї. Впродовж нього гравці не можуть нічого робити, він дається лише щоб подивитися результати. Етап Приниження відбувається короткий термін, коли одна з команд виграла. Тоді переможці впродовж 15-и секунд можуть розправитися з противниками, отримуючи посилення атак, а програвші втрачають можливість атакувати, проте можуть глузувати. Додатковий час дається в разі коли час раунду вийшов, але поставлене завдання не виконано.

### Режими гри
- Захоплення/оборона — команда червоних повинна утримати свої контрольні точки протягом визначеного часу, сині виграють коли захоплять останню точку червоних. За кожну захоплену точку сині отримують додатковий час. Зазвичай карти цього режиму складаються з декількох етапів.
- Захоплення прапору — гравці повинні захопити у противників дипломат з документами і доставити його на свою базу, не втративши свого. При цьому підібрати можна тільки ворожий дипломат, а в разі смерті він лишиться на тому ж місці. Дипломат можна викинути, наприклад, щоб його взяв інший гравець. Впущений і ніким не підібраний дипломат через одну хвилину повертається на базу.
- Контроль точок — команди змагаються в займанні контрольних точок, розташованих на карті. Для захоплення точки слід стати в її межах. Чим більше гравців одночасно стоїть на точці, тим швидше вона захоплюється. Якщо незахоплену до кінця точку покинути або на неї стане принаймні один противник, захоплення припиниться і точка стане нейтральною.
- Цар гори — команда повинна захопити точку на карті та зуміти втримати її 3 хвилини.
- Супровід — в цьому режимі одній з команд (нападникам) слід супроводити по колії візок з вибухівкою крізь низку точок, а іншій — не дати їй цього зробити. Візок рухається, якщо поряд є нападники, і починає котитися назад, якщо їх немає. Захисникам поблизу він постійно дає трохи металу і патронів.
- Арена — гравці повинні вбити всіх противників або захопити точку в центрі карти. До кінця раунду загиблі не респавняться. В цьому режимі може бути встановлене обмеження на кількість учасників. Тоді решта гравців перебувають в ролі глядачів. Наразі арена недоступна у пошуку матчів, але може бути зіграна у таких спільнотах як Revive TF2 Arena[7].
- Контроль території — команди мають кілька територій з контрольними точками. Впродовж раундів команди борються на різних територіях, намагаючись захопити їх та просунутися далі. Метою є дійти до основної території противника та захопити її.
- Спеціальна доставка — команди намагаються захопити чемодан з металом австралієм і принести його у визначене місце. Щойно хтось візьме чемодан, його команда стає захисниками, а інша — нападниками. Гра триває поки якась із команд не зуміє доставити чемодан.
- Гонка супроводу — обидві команди мають по візку з вибухівкою та повинні просунути свій і не дати ворожому докотитися до кінця колії. Покинуті візки залишаються на місці, якщо тільки не перебувають на узвишші. Візок переможців у наступному раунді на старті перебуватиме трохи далі.
- Проти Сакстона Гейла — один гравець грає за Сакстона Гейла, а всі інші гравці повинні вбити його за визначений час. Гейл має збільшений запас здоров'я, але зі зброї має тільки кулаки. Режим схожий на Арену. Якщо гравець помер, то він не зможе респавнитися до кінця раунду. Команда, яка захопила точку в центрі карти перемагає.
- Манн проти Машин — гравці повинні вистояти проти нападу роботів, які намагаються скинути в певному місці карти бомбу. Роботи нападають хвилями, між якими можна вдосконалювати зброю за отримані кредити.

### Персонажі
Персонажі мають різні класи, що поділяються на три групи, відповідно до ролей: атака, захист і підтримка. Кожен клас має різні характеристики і ефективність в різних ситуаціях.
- Розвідник (англ. Scout) — клас атаки, швидкий і озброєний потужною зброєю, але з невеликим запасом здоров'я, що компенсує швидкість. Контрольні точки захоплює вдвічі швидше за решту класів, а також вдвічі швидше рухає візок. Здатний здійснювати подвійні стрибки. Має два типи енергетиків, перший з яких робить розвідника тимчасово невразливми (але нездатним стріляти), а другий посилює атаку. Озброєння: обріз, пістолет, енергетики, бейсбольна бита.
- Солдат (англ. Solider) — клас атаки, повільний, але добре озброєний. Замість допоміжної зброї (дробовика) може взяти стяг, який дає бонуси союзникам навколо. Він може здійснювати рокетджамп підкидання самого себе, стріляючи під ноги ракетою або зарядом. Озброєння: ракетниця, дробовик, саперна лопата.
- Палій (англ. Pyro) — клас атаки, що має середній запас здоров'я і середню швидкість. Здатний підпалювати противників і не горить сам. Додаткова атака дозволяє відбивати сняряди, метальну зброю та тушити союзників. Озброєння: вогнемет, дробовик/ракетниця, пожежна сокира.
- Підривник (англ. Demoman) — клас захисту з великим запасом здоров'я. Його особливістю є відсутність зброї, яка стріляє по прямій, а лише по параболі. У підривника є підклас «деморицар»[8],— це підривник який залишив тільки зброю ближнього радіусу, натомість взявши щит для ривку. Озброєння: гранатомет, липучкомет/щит, пляшка «Скрампі».
- Кулеметник (англ. Heavy) — клас захисту, найповільніший з усіх, проте з найбільшим запасом здоров'я та найсильнішою зброєю. Перед стрільбою мусить кілька секунд розкурчувати кулемет, а після — зупиняти, при цьому його швидкість значно знижується. Має особливу зброю — сендвіч, що поновлює здоров'я. Озброєння: кулемет, дробовик, кулаки.
- Інженер (англ. Engineer) — клас захисту, має мало здоров'я і середню швидкість. Вміє зводити споруди, переносити їх і модернізувати. Споруду кожного типу може звести тільки раз. Серед споруд: турель, роздавач, вихід телепорта, вхід телепорта. Кожна має три рівні вдосконалень, які збільшують міцність,швидкість і тд. На зведення і модернізацію витрачається метал, який добувається з ящиків з боєприпасами, зруйнованих споруд, зброї противників і при респавні. Озброєння: дробовик, пістолет, гайковий ключ, КПК спорудження, КПК руйнування.
- Медик (англ. Medic) — клас підтримки, здатний до регенерації. Здатний лікувати бійців поблизу; персонажі можуть викликати його викриком «Медик!» Він може не тільки поповнювати здоров'я товаришів, але й збільшувати його понад норму на половину і давати бонуси. Фактично у нього є повністю заряджена супер атака — Убер Заряд,що дає невразливість та постійну шкалу здоров'я. Озброєння: медгармата, шприцемет, лікарська пила.
- Снайпер (англ. Sniper) — клас підтримки, має середню швидкість і малий запас здоров'я. Цілячись крізь приціл, з часом збільшує забійність пострілу. Якщо натиснути кнопку «Присісти», прицілитись вверх, вийти з прицілу, і повторювати дії, снайпер показує смішну анімацію. Озброєння: снайперська гвинтівка, пістолет-кулемет, ніж кукрі.
- Шпигун (англ. Spy) — клас підтримки, має середню швидкість і малий запас здоров'я. Вміє короткочасно ставати невидимим і видавати себе за будь-якого персонажа будь-якого класу обох команд. Також може встановлювати на споруди інженера глушилки для виведення їх з ладу та вбивати противників ножем в спину. Озброєння: револьвер, ніж-метелик, годинник невидимості, глушилка, набір для маскування.